# Dean Martin/Diskografie
Diese Diskografie ist eine Übersicht über die musikalischen Werke des US-amerikanischen Sängers und Entertainers Dean Martin. Den Schallplattenauszeichnungen zufolge hat er bisher mehr als 22,5 Millionen Tonträger verkauft, davon alleine in seiner Heimat über 18 Millionen. Seine erfolgreichste Veröffentlichung ist die Kompilation Dino – The Essential Dean Martin mit über 1,1 Millionen verkauften Einheiten.

## Überblick
Dean Martin (1917–1995) war ein Sänger, Schauspieler und Entertainer italienischer Abstammung. Er begann seine Karriere 1939 als Sänger in Nachtclubs. Weltbekannt wurde er nach dem Ende des Zweiten Weltkriegs durch eine zehnjährige Zusammenarbeit mit dem neun Jahre jüngeren Komiker Jerry Lewis. Martin & Lewis war in erster Linie ein Live-Act, den die beiden Entertainer landesweit auf Bühnen in Nachtclubs aufführten. Nach der Auflösung von Martin & Lewis 1956 setzte Martin seine Karriere als Solokünstler fort. Der Schwerpunkt seiner Tätigkeit lag zunächst auf Bühnenauftritten vor allem in Las Vegas, daneben übernahm er regelmäßig Rollen in Spielfilmen und führte ab 1965 durch eine eigene Fernsehshow (The Dean Martin Show). Das Bindeglied zwischen diesen Standbeinen war über die Jahrzehnte hinweg die Musik. Seine Bühnenprogramme waren formal als Konzertveranstaltungen angelegt. Zudem enthielten nahezu alle Spielfilme eine oder mehrere Gesangsnummern Martins. Regelmäßige Schallplattenaufnahmen belegten den musikalischen Schwerpunkt seiner Arbeit.
Im Juli 1946 machte Martin seine ersten kommerziellen Plattenaufnahmen. Für die Diamond Record Company spielte er, begleitet von Nat Brandwynne und dem Salonorchester des Hotels Waldorf Astoria, vier Lieder ein, die im gleichen Jahr als Extended Play (EP) veröffentlicht wurden, sich allerdings nur schlecht verkauften. Im November 1947 folgten sechs Aufnahmen für Apollo Records. Einige von ihnen wurden erst vier Jahre später, als Martin bereits ein Star war, als EP veröffentlicht.
1948 schlossen Martin und Lewis einen Schallplattenvertrag mit Capitol Records ab. Capitol wollte zunächst vorrangig das Comedy-Programm der Künstler als Schallplattenproduktionen herausbringen. Eine erste gemeinsame Einspielung (The Money Song / That Certain Party) war allerdings am Markt und in der Kritik erfolglos. Capitol entschied sich daher dafür, Martin als ernsthaften Solokünstler zu produzieren. Martin blieb bis 1962 bei Capitol. Er hatte in dieser Zeit einige Erfolge mit Liedern im italienischen Stil. Sein erster Nummer-eins-Hit Memories Are Made of This, der am 14. Januar 1956 den Spitzenplatz der Charts erreichte und sich dort fünf Wochen lang hielt, war allerdings im Folk-Stil arrangiert. Martin spielte für Capitol zehn Langspielplatten ein, die weitgehend erfolglos blieben. Lediglich Dino: Italian Love Songs kam in die US-amerikanischen Charts; die höchste Position dieses Albums war Rang 73. Daneben veröffentlichte Capitol insgesamt 11 EPs, wobei einige von ihnen Lieder aus Filmen von Martin & Lewis bzw. Martin allein enthielten.
1962 wechselte Martin zu dem kurz zuvor von Frank Sinatra gegründeten Label Reprise Records. In schneller Folge entstanden mehrere Alben mit unterschiedlichen Themenbereichen und Stilen. Das erste, von Neal Hefti arrangierte und produzierte Album French Style beinhaltete Lieder, die einen Bezug zu Frankreich herstellen sollen, unter ihnen Martins Interpretation von La Vie en Rose. Wenig später folgten das ähnlich konzipierte Album Dino Latino mit Liedern in spanischem Stil, das eine neu produzierte Version von La Paloma enthielt, sowie zwei Produktionen aus dem Bereich der Country-Musik. Bis 1967 nahm Martin regelmäßig vier Alben pro Jahr auf, die von Jimmy Bowen und später nominell auch von seinem Sohn Ricci produziert wurden. Danach ließ sein Erfolg nach. Nach 1967 brachte Martin jährlich nur noch ein neues Album heraus, und ab 1973 erschienen einige Jahre lang gar keine Martin-Platten mehr. Die Veröffentlichung des bereits 1974 aufgenommenen Albums Once in a While musste Martin 1978 sogar gerichtlich einklagen. Martins letztes Album war die Country-Pop-Produktion Nashville Sessions, die bei Warner Bros. erschien und Platz 49 in den US-Country-Charts erreichte. Sie begleitete Martins Comeback als Schauspieler. Für das Lied Since I Met You Baby drehte Martin zudem sein einziges Musikvideo, das bei MTV in hoher Frequenz („heavy Rotation“) gezeigt wurde. 1985 nahm Martin mit der Single L.A. is my home letztmals eine Schallplatte auf. Sie ist heute eine Rarität.

## Alben

### Studioalben
| Jahr | Titel Musiklabel                                               | Höchstplatzierung, Gesamtwochen, AuszeichnungChartplatzierungen (Jahr, Titel, Musiklabel, Platzierungen, Wochen, Auszeichnungen, Anmerkungen) | Höchstplatzierung, Gesamtwochen, AuszeichnungChartplatzierungen (Jahr, Titel, Musiklabel, Platzierungen, Wochen, Auszeichnungen, Anmerkungen) | Höchstplatzierung, Gesamtwochen, AuszeichnungChartplatzierungen (Jahr, Titel, Musiklabel, Platzierungen, Wochen, Auszeichnungen, Anmerkungen) | Höchstplatzierung, Gesamtwochen, AuszeichnungChartplatzierungen (Jahr, Titel, Musiklabel, Platzierungen, Wochen, Auszeichnungen, Anmerkungen) | Höchstplatzierung, Gesamtwochen, AuszeichnungChartplatzierungen (Jahr, Titel, Musiklabel, Platzierungen, Wochen, Auszeichnungen, Anmerkungen) | Anmerkungen |
| Jahr | Titel Musiklabel                                               | DE | AT | CH | UK | US | Anmerkungen |
| ---- | -------------------------------------------------------------- | --- | --- | --- | --- | --- | --- |
| 1953 | Dean Martin Sings Capitol Records                              | — | — | — | — | — | Erstveröffentlichung: 12. Januar 1953 |
| 1954 | Let Me Go, Lover! Capitol Records                              | — | — | — | — | US10 (6 Wo.)US | |
| 1955 | Swingin’ Down Yonder Capitol Records                           | — | — | — | — | — | Erstveröffentlichung: 1. August 1955 |
| 1957 | Pretty Baby Capitol Records                                    | — | — | — | — | — | Erstveröffentlichung: 17. Juni 1957 |
| 1959 | Sleep Warm Capitol Records                                     | — | — | — | — | — | Erstveröffentlichung: 2. März 1959 Orchester dirigiert von Frank Sinatra |
| 1960 | Bells Are Ringing Capitol Records                              | — | — | — | — | — | |
| 1960 | This Time I’m Swingin’! Capitol Records                        | — | — | — | UK18 (1 Wo.)UK | — | |
| 1962 | Dino: Italian Love Songs Capitol Records                       | — | — | — | — | US73 (16 Wo.)US | Erstveröffentlichung: 5. Februar 1962 |
| 1962 | French Style Reprise Records                                   | — | — | — | — | — | Erstveröffentlichung: April 1962 |
| 1962 | Cha Cha Cha de Amor Capitol Records                            | — | — | — | — | — | Erstveröffentlichung: 5. November 1962 |
| 1962 | Dino Latino Reprise Records                                    | — | — | — | — | US99 (5 Wo.)US | Erstveröffentlichung: 27. November 1962 |
| 1963 | Dean »Tex« Martin: Country Style Reprise Records               | — | — | — | — | US109 (4 Wo.)US | Erstveröffentlichung: 14. Januar 1963 |
| 1963 | Dean »Tex« Martin Rides Again Reprise Records                  | — | — | — | — | — | Erstveröffentlichung: 24. April 1963 |
| 1964 | Dream with Dean Reprise Records                                | — | — | — | — | US15 Gold · (31 Wo.)US | Erstveröffentlichung: 4. August 1964 zwölf Aufnahmen mit vier Studiomusikern (Piano, Gitarre, Bass, Schlagzeug), enthält Everybody Loves Somebody (Sometimes) in der Version vom März 1964 (Nr. 2672) |
| 1964 | The Door Is Still Open to My Heart Reprise Records             | — | — | — | — | US9 Gold · (30 Wo.)US | Erstveröffentlichung: November 1964 |
| 1965 | Dean Martin Sings Again Reprise Records                        | — | — | — | — | US13 Gold · (29 Wo.)US | Erstveröffentlichung: Januar 1965 |
| 1965 | (Remember Me) I’m The One Who Loves You Reprise Records        | — | — | — | — | US12 Gold · (39 Wo.)US | Erstveröffentlichung: September 1965 |
| 1965 | Houston Reprise Records                                        | — | — | — | — | US11 Gold · (34 Wo.)US | Erstveröffentlichung: Oktober 1965 |
| 1966 | The Hit Sound of Dean Martin Reprise Records                   | — | — | — | — | US50 (25 Wo.)US | Erstveröffentlichung: August 1966 |
| 1966 | The Dean Martin TV Show Reprise Records                        | — | — | — | UK35 (1 Wo.)UK | US34 (31 Wo.)US | Erstveröffentlichung: November 1966 das Album wurde in Großbritannien unter dem Titel At Ease with Dean veröffentlicht                                                                                |
| 1967 | Happiness Is Dean Martin Reprise Records                       | — | — | — | — | US46 (25 Wo.)US | Erstveröffentlichung: April 1967 |
| 1967 | Welcome To My World Reprise Records                            | — | — | — | UK39 (1 Wo.)UK | US20 Gold · (48 Wo.)US | Erstveröffentlichung: Juli 1967 |
| 1968 | Gentle on My Mind Reprise Records                              | — | — | — | UK7 (8 Wo.)UK | US14 Gold · (25 Wo.)US | Erstveröffentlichung: November 1968 |
| 1969 | I Take a Lot of Pride in What I Am Reprise Records             | — | — | — | — | US90 (17 Wo.)US | Erstveröffentlichung: August 1969 |
| 1970 | My Woman My Woman My Wife Reprise Records                      | — | — | — | — | US97 (12 Wo.)US | Erstveröffentlichung: Juli 1970 |
| 1971 | For The Good Times Reprise Records                             | — | — | — | — | US113 (15 Wo.)US | Erstveröffentlichung: Januar 1971 |
| 1972 | Dino Reprise Records                                           | — | — | — | — | US117 (4 Wo.)US | Erstveröffentlichung: Januar 1972 |
| 1973 | Sittin’ on Top of the World Reprise Records                    | — | — | — | — | — | Erstveröffentlichung: 29. Mai 1973 |
| 1973 | You’re the Best Thing That Ever Happened to Me Reprise Records | — | — | — | — | — | Erstveröffentlichung: 14. Dezember 1973 |
| 1978 | Once in a While Reprise Records                                | — | — | — | — | — | Erstveröffentlichung: August 1978 |
| 1983 | The Nashville Sessions Warner Bros.                            | — | — | — | — | — | Erstveröffentlichung: 15. Juni 1983 |
| 2002 | Love Songs                                                     | — | — | — | UK24 Silber · (4 Wo.)UK | — | |
| 2002 | The Rat Pack Live At The Sands                                 | — | — | — | — | US110 (3 Wo.)US | mit Frank Sinatra und Sammy Davis, Jr. |
| 2007 | Forever Cool                                                   | DE27 (4 Wo.)DE | AT6 (8 Wo.)AT | — | — | US39 (6 Wo.)US | |
| 2010 | That’s Amore                                                   | — | — | — | UK23 (4 Wo.)UK | — | |

grau schraffiert: keine Chartdaten aus diesem Jahr verfügbar

### Kompilationen
| Jahr | Titel Musiklabel                                          | Höchstplatzierung, Gesamtwochen, AuszeichnungChartplatzierungen (Jahr, Titel, Musiklabel, Platzierungen, Wochen, Auszeichnungen, Anmerkungen) | Höchstplatzierung, Gesamtwochen, AuszeichnungChartplatzierungen (Jahr, Titel, Musiklabel, Platzierungen, Wochen, Auszeichnungen, Anmerkungen) | Höchstplatzierung, Gesamtwochen, AuszeichnungChartplatzierungen (Jahr, Titel, Musiklabel, Platzierungen, Wochen, Auszeichnungen, Anmerkungen) | Höchstplatzierung, Gesamtwochen, AuszeichnungChartplatzierungen (Jahr, Titel, Musiklabel, Platzierungen, Wochen, Auszeichnungen, Anmerkungen) | Höchstplatzierung, Gesamtwochen, AuszeichnungChartplatzierungen (Jahr, Titel, Musiklabel, Platzierungen, Wochen, Auszeichnungen, Anmerkungen) | Anmerkungen |
| Jahr | Titel Musiklabel                                          | DE | AT | CH | UK | US | Anmerkungen |
| ---- | --------------------------------------------------------- | --- | --- | --- | --- | --- | --- |
| 1958 | This is Dean Martin! Capitol Records                      | — | — | — | — | — | Erstveröffentlichung: September 1958 enthält neben Martins aktuellem Hit Volare einige ältere, bislang nur als Singles oder gar nicht veröffentlichte Aufnahmen aus der Zeit von 1952 bis 1958                                                                        |
| 1964 | Everybody Loves Somebody Reprise Records                  | — | — | — | — | US2 Platin · (49 Wo.)US | Erstveröffentlichung: 4. August 1964 enthält Everybody Loves Somebody (Sometimes) in der Hit-Version vom März 1964 (Nr. 2703), daneben elf von 1962 bis 1964 entstandene Aufnahmen, die teilweise bereits als B-Seiten von Martin-Singles veröffentlicht worden waren |
| 1966 | Somewhere There’s a Someone Reprise Records               | — | — | — | — | US40 Gold · (27 Wo.)US | Erstveröffentlichung: Februar 1966 |
| 1966 | The Best of Dean Martin                                   | — | — | — | — | US95 Platin · (13 Wo.)US | |
| 1968 | Dean Martin’s Greatest Hits! Vol. 1                       | — | — | — | UK40 (1 Wo.)UK | US26 Gold · (39 Wo.)US | |
| 1968 | Dean Martin’s Greatest Hits! Vol. 2                       | — | — | — | — | US83 Gold · (21 Wo.)US | |
| 1969 | Best of Dean Martin                                       | — | — | — | UK9 (1 Wo.)UK | — | |
| 1969 | The Best of Dean Martin, Vol. 2                           | — | — | — | — | US145 (7 Wo.)US | |
| 1976 | 20 Original Dean Martin Hits                              | — | — | — | UK7 Gold · (11 Wo.)UK | — | |
| 1990 | Capitol Collector’s Series                                | — | — | — | — | US— GoldUS | |
| 1990 | All-Time Greatest Hits                                    | — | — | — | — | US— GoldUS | |
| 1997 | The Best of Dean Martin / Greatest Hits                   | — | — | — | — | US— GoldUS | |
| 1998 | The Very Best of – The Capitol & Reprise Years            | DE17 (12 Wo.)DE | AT4 (12 Wo.)AT | — | UK5 Platin · (32 Wo.)UK | — | Erstveröffentlichung: 18. September 1998 |
| 1998 | The Very Best of – Volume 2 – The Capitol & Reprise Years | — | AT30 (3 Wo.)AT | — | UK40 Silber · (3 Wo.)UK | — | |
| 2001 | Eee-O 11 – The Best of The Rat Pack                       | — | AT19 (8 Wo.)AT | — | — | US103 (3 Wo.)US | Erstveröffentlichung: 26. November 2001 mit Frank Sinatra und Sammy Davis, Jr. |
| 2003 | Live and Swingin’: The Ultimate Rat Pack Collection       | — | — | — | — | US38 (8 Wo.)US | mit Frank Sinatra und Sammy Davis Jr. |
| 2004 | Very Best of                                              | — | — | — | UK59 (3 Wo.)UK | — | |
| 2004 | Dino – The Essential Dean Martin                          | DE91 (2 Wo.)DE | AT53 (4 Wo.)AT | — | UK25 Silber + Gold (Platinum Edition) · (3 Wo.)UK                                                                                             | US28 Platin · (46 Wo.)US | Erstveröffentlichung: 1. Juni 2004 |
| 2004 | The Rat Pack: Boys Night Out                              | — | — | — | — | US49 (7 Wo.)US | mit Frank Sinatra und Sammy Davis Jr. |
| 2016 | The Collection                                            | — | — | — | UK— GoldUK | — | |

grau schraffiert: keine Chartdaten aus diesem Jahr verfügbar

### Soundtracks
| Jahr | Titel Musiklabel                                             | Höchstplatzierung, Gesamtwochen, AuszeichnungChartplatzierungen (Jahr, Titel, Musiklabel, Platzierungen, Wochen, Auszeichnungen, Anmerkungen) | Höchstplatzierung, Gesamtwochen, AuszeichnungChartplatzierungen (Jahr, Titel, Musiklabel, Platzierungen, Wochen, Auszeichnungen, Anmerkungen) | Höchstplatzierung, Gesamtwochen, AuszeichnungChartplatzierungen (Jahr, Titel, Musiklabel, Platzierungen, Wochen, Auszeichnungen, Anmerkungen) | Höchstplatzierung, Gesamtwochen, AuszeichnungChartplatzierungen (Jahr, Titel, Musiklabel, Platzierungen, Wochen, Auszeichnungen, Anmerkungen) | Höchstplatzierung, Gesamtwochen, AuszeichnungChartplatzierungen (Jahr, Titel, Musiklabel, Platzierungen, Wochen, Auszeichnungen, Anmerkungen) | Anmerkungen                                                                                          |
| Jahr | Titel Musiklabel                                             | DE | AT | CH | UK | US | Anmerkungen                                                                                          |
| ---- | ------------------------------------------------------------ | --- | --- | --- | --- | --- | --- |
| 1964 | Robin and the Seven Hoods Reprise Records                    | — | — | — | — | — | Soundtrack zum Spielfilm Robin and the Seven Hoods (Sieben gegen Chicago)                            |
| 1966 | Dean Martin Sings Songs from "The Silencers" Reprise Records | — | — | — | — | US108 (3 Wo.)US | Erstveröffentlichung: März 1966 Soundtrack zum Spielfilm The Silencers (Leise flüstern die Pistolen) |

grau schraffiert: keine Chartdaten aus diesem Jahr verfügbar

### EPs
Diamond, Apollo, Capitol und Audition brachten von 1946 bis 1959 insgesamt 14 Extended-Play-Schallplatten (EP) heraus, auf denen jeweils vier bis sechs Lieder enthalten waren. Als Apollo 1951 die EP Dean Martin herausbrachte, stand Martin bereits seit drei Jahren bei Capitol unter Vertrag. Apollo veröffentlichte auf dieser EP Aufnahmen, die Martin im Herbst 1947 eingespielt hatte. Das kleine New Yorker Label setzte auf Martins inzwischen etabliertes Image als Bühnen- und Filmstar und versuchte, seine alten Aufnahmen im Fahrwasser der neueren Capitol-Produktionen abzusetzen.
| Jahr | Titel Musiklabel                                             | Anmerkungen                                                                                |
| ---- | ------------------------------------------------------------ | ------------------------------------------------------------------------------------------ |
| 1946 | Manhattan at Midnight Diamond                                |                                                                                            |
| 1951 | Dean Martin Apollo                                           | Aufnahmen vom November 1947                                                                |
| 1953 | Dean Martin Sings Capitol                                    |                                                                                            |
| 1953 | Sunny Italy Capitol                                          |                                                                                            |
| 1954 | Living It Up Capitol                                         | Lieder aus dem Film Living It Up (Der sympathische Hochstapler)                            |
| 1954 | Dean Martin Capitol                                          |                                                                                            |
| 1955 | Memories Are Made Of This Capitol                            |                                                                                            |
| 1955 | Artists and Models Capitol                                   | Lieder aus dem Film Artists and Models (Maler und Mädchen)                                 |
| 1956 | Pardners Capitol                                             | Lieder aus dem Film Pardners (Wo Männer noch Männer sind)                                  |
| 1956 | Hollywood or Bust Capitol                                    | Lieder aus dem Film Hollywood or Bust (Alles um Anita)                                     |
| 1957 | Ten Thousand Bedrooms Capitol                                | Lieder aus dem Film Ten Thousand Bedrooms (Zehntausend Schlafzimmer)                       |
| 1958 | Return To Me Capitol                                         |                                                                                            |
| 1959 | Volare Capitol                                               |                                                                                            |
| 1959 | Dean Martin Sings – Nicolini Lucchesi Plays Audition Records | Split-EP: A-Seite mit Aufnahmen von Martin, B-Seite mit Instrumentalaufnahmen von Lucchesi |

### Weihnachtsalben
| Jahr | Titel Musiklabel                                | Höchstplatzierung, Gesamtwochen, AuszeichnungChartplatzierungen (Jahr, Titel, Musiklabel, Platzierungen, Wochen, Auszeichnungen, Anmerkungen) | Höchstplatzierung, Gesamtwochen, AuszeichnungChartplatzierungen (Jahr, Titel, Musiklabel, Platzierungen, Wochen, Auszeichnungen, Anmerkungen) | Höchstplatzierung, Gesamtwochen, AuszeichnungChartplatzierungen (Jahr, Titel, Musiklabel, Platzierungen, Wochen, Auszeichnungen, Anmerkungen) | Höchstplatzierung, Gesamtwochen, AuszeichnungChartplatzierungen (Jahr, Titel, Musiklabel, Platzierungen, Wochen, Auszeichnungen, Anmerkungen) | Höchstplatzierung, Gesamtwochen, AuszeichnungChartplatzierungen (Jahr, Titel, Musiklabel, Platzierungen, Wochen, Auszeichnungen, Anmerkungen) | Anmerkungen                                                                           |
| Jahr | Titel Musiklabel                                | DE | AT | CH | UK | US | Anmerkungen                                                                           |
| ---- | ----------------------------------------------- | --- | --- | --- | --- | --- | ------------------------------------------------------------------------------------- |
| 1959 | A Winter Romance Capitol Records                | DE4 (9 Wo.)DE | AT11 (6 Wo.)AT | CH17 (2 Wo.)CH | UK— SilberUK | US61 (15 Wo.)US | Erstveröffentlichung: 16. November 1959 außerhalb US 2023/2024 erstmals in den Charts |
| 1966 | The Dean Martin Christmas Album Reprise Records | DE78 (1 Wo.)DE | AT29 (2 Wo.)AT | — | — | US21 Gold · (43 Wo.)US | Erstveröffentlichung: 11. Oktober 1966 in DE 2022/2023 erstmals in den Charts         |
| 1971 | White Christmas                                 | — | — | — | UK45 (1 Wo.)UK | — | mit Nat King Cole                                                                     |
| 1995 | Christmas Together                              | — | — | — | UK— GoldUK | — | mit Nat King Cole                                                                     |
| 2002 | Christmas With The Rat Pack                     | — | AT64 (4 Wo.)AT | — | — | US104 (15 Wo.)US | mit Frank Sinatra und Sammy Davis, Jr.                                                |
| 2005 | Nat & Dean at Christmas                         | — | — | — | UK96 Gold · (1 Wo.)UK | — | mit Nat King Cole                                                                     |
| 2011 | Icon: My Kind of Christmas                      | — | — | — | — | US152 (8 Wo.)US |                                                                                       |
| 2013 | Christmas Hits                                  | — | — | CH86 (1 Wo.)CH | — | — | mit Frank Sinatra                                                                     |
| 2016 | Christmas with Dino                             | — | — | — | — | US69 (5 Wo.)US |                                                                                       |
| 2022 | The Classic Christmas Collection                | DE18 (6 Wo.)DE | AT29 (… Wo.)AT | CH26 (2 Wo.)CH | — | — | in DE und CH 2023/2024 erstmals in den Charts                                         |
| 2023 | Icon: Dino’s Christmas                          | — | — | — | — | US60 (7 Wo.)US |                                                                                       |

grau schraffiert: keine Chartdaten aus diesem Jahr verfügbar

## Singles

### Veröffentlichungen
Die Zuordnung der Titel zur A- oder B-Seite ist nicht immer eindeutig feststellbar. Die Reihenfolge der Singles richtet sich nach der Katalognummer, da die Aufnahmedaten nicht immer mit dem Zeitraum der Veröffentlichung übereinstimmen. Dagegen wurden die Katalognummern in zeitlicher Reihenfolge vergeben.
| Capitol Records                                                        |             |                    |
| A- / B-Seite                                                           | Katalog-Nr. | Aufnahme           |
| Just For Fun / My Own, My Only, My All                                 | 54-691      | 20. Juni 1949      |
| That Lucky Old Sun / Vieni Su                                          | 54-726      | 12. August 1949    |
| Rain / Zing a Zing a Zing Boom                                         | 937         | 3. März 1950       |
| I’m Gonna Paper All My Walls / Muskrat Ramble                          | 948         | 3. März 1950       |
| I Don’t Care If The Sun Don’t Shine / Choon Gum                        | 981         | 28. März 1950      |
| Be Honest with Me / I Still Get a Thrill                               | 1002        | 28. März 1950      |
| I’ll Always Love You / Baby, Obey Me                                   | 1028        | 28. April 1950     |
| Bye Bye Blackbird / Happy Feet                                         | 1052        | 27. April 1950     |
| Wham Bam / The Peddler’s Serenade                                      | 1139        | 31. Juli 1950      |
| I’m In Love With You / Don’t Rock The Boat Dear (mit Margaret Whiting) | 1160        | 6. Juli 1950       |
| If / I Love The Way You Say Good Night                                 | 1342        | 2. Dezember 1950   |
| Tonda Wanda Hoy / You and Your Beautiful Eyes                          | 1358        | 31. Juli 1950      |
| Who’s Sorry Now / Beside You                                           | 1458        | 31. Juli 1950      |
| We Never Talk Much / How D’ya Like Your Eggs (mit Helen O’Connell)     | 1575        | 9. April 1951      |
| Oh Marie / I’ll Always Love You                                        | 1682        | 8. April 1952      |
| In the Cool, Cool, Cool of the Evening / Bonne Nuit                    | 1703        | 9. April 1951      |
| Luna Mezzo Mare / Go Go Go Go                                          | 1724        | 20. Juni 1951      |
| Aw C’mon / Hangin’ Around With You                                     | 1797        | 29. August 1951    |
| Bella Bimba / Meanderin’                                               | 1811        | 15. September 1951 |
| Solitaire / I Ran All The Way Home                                     | 1817        | 15. September 1951 |
| Blue Smoke / Night Train To Memphis                                    | 1885        | 5. November 1951   |
| The Sailor’s Polka / Never Before                                      | 1901        | 19. November 1951  |
| Oh Boy, Oh Boy / As You Are                                            | 1921        | 19. November 1951  |
| Until / Me Heart Has Found A Home Now                                  | 1938        | 19. November 1951  |
| When You’re Smiling / All I Have To Give You                           | 1975        | 21. Januar 1952    |
| Won’t You Surrender / Pretty As A Picture                              | 2001        | 21. Januar 1952    |
| I Passed Your House Tonight / Bet-I-Cha                                | 2071        | 8. April 1952      |
| Come Back To Sorrento / Oh, Marie                                      | 2140        | 8. April 1952      |
| You Belong To Me / Hominy Grits                                        | 2165        | 2. Juli 1952       |
| I Know a Dream / Second Chance                                         | 2240        | 2. Juli 1952       |
| Kiss / What Could Be More Beautiful                                    | 2319        | 12. Juni 1952      |
| Little Did We Know / There’s My Lover                                  | 2378        | 20. November 1952  |
| Love Me, Love Me / ’Til I Find You                                     | 2485        | 4. Mai 1953        |
| Don’t You Remember? / If I Could Sing Like Bing                        | 2555        | 4. Mai 1953        |
| That’s Amore / You’re the Right One                                    | 2589        | 13. August 1953    |
| If I Should Love Again / The Christmas Blues                           | 2640        | 5. Oktober 1953    |
| I’d Cry Like a Baby / Hey Brother, Pour The Wine                       | 2749        | 24. Dezember 1953  |
| Sway / Money Burns Hole In Pock                                        | 2818        | 23. Dezember 1953  |
| The Peddler Man / Thats What I Like                                    | 2870        | 22. April 1954     |
| One More Time / Try Again                                              | 2911        | 21. August 1954    |
| Open Up The Doghouse / Long, Long Ago (mit Nat King Cole)              | 2985        | 7. September 1954  |
| Belle From Barcelona / Confused                                        | 3011        | 12. August 1954    |
| Young and Foolish / Under the Bridges of Paris                         | 3036        | 28. Dezember 1954  |
| Chee Chee Oo-Chee / Ridin’ Into Love                                   | 3133        | 25. April 1955     |
| Love Is All That Matters / Simpatico                                   | 3153        | 25. April 1955     |
| Relax-Ay-Voo / Two Sleepy People (mit Line Renaud)                     | 3196        | 27. April 1955     |
| In Napoli / I Like Them All                                            | 3238        | 20. April 1955     |
| Memories Are Made of This / Change of Heart                            | 3295        | 28. Oktober 1955   |
| Innamorata / Lady With The Big Umbrella                                | 3352        | 18. November 1955  |
| Standing On The Corner / Watching the World Go By                      | 3414        | 7. März 1956       |
| Street of Love / I’m Gonna Steal You Away                              | 3468        | 22. Mai 1956       |
| Mississippi Dreamboat / The Test of the Time                           | 3521        | 22. Mai 1956       |
| The Look / Give Me a Sign                                              | 3577        | 20. August 1956    |
| I Know I Can’t Forget / Just Kiss Me                                   | 3604        | 26. November 1956  |
| Captured / The Man Who Plays the Mandolino                             | 3648        | 6. Dezember 1956   |
| Only Trust Your Heart / Bamboozled                                     | 3680        | 5. Februar 1957    |
| I Never Had a Chance / I Can’t Give You Anything                       | 3718        | 28. Januar 1957    |
| Write To Me From Naples / Beau James                                   | 3752        | 22. Mai 1957       |
| Promise Her Anything / The Tricche Tracche                             | 3787        | 22. Mai 1957       |
| Good Mornin’ Live / Makin’ Love Ukelele Style                          | 3841        | 24. Oktober 1957   |
| Return To Me / Forgetting You                                          | 3894        | 23. Januar 1958    |
| Angel Baby / I’d Gladly Make the Same Mistake Again                    | 3988        | 23. Januar 1958    |
| Volare / Outa My Mind                                                  | 4028        | 14. Juli 1958      |
| Once Upon a Time / The Magician                                        | 4065        | 20. Juni 1958      |
| You Where Made For Love / It Takes So Long                             | 4124        | 15. September 1958 |
| My Rifle, My Pony And Me / Rio Bravo                                   | 4174        | 15. September 1958 |
| On an Evening in Roma / You Can’t Love ’Em All                         | 4222        | 13. Mai 1959       |
| I Ain’t Gonna Lead This Life No More / Career                          | 4287        | 31. August 1959    |
| Love Me My Love / Who Was That Lady                                    | 4328        | 31. August 1959    |
| Napoli / Professor! Professor!                                         | 4361        | 31. August 1959    |
| Just in Time / Buttercup of Golden Hair                                | 4391        | 17. Mai 1960       |
| Humdinger / Ain’t That a Kick                                          | 4420        | 10. Mai 1960       |
| How Sweet It Is / Sogni d’Doro                                         | 4472        | 13. Mai 1959       |
| Sparlin’ Eyes / Tu sei bella Signorina                                 | 4518        | 12. Dezember 1960  |
| All In a Night’s Work / Bella Bambina                                  | 4551        | 15. Februar 1961   |
| The Story of Live / Guiggiola                                          | 4570        | 10. Februar 1961   |

| Reprise Records                                                                         |             |                    |
| A- / B-Seite                                                                            | Katalog-Nr. | Aufnahme           |
| Tik-A-Tee, Tik-A-Tay / Just Close Your Eyes                                             | 20-058      | 13. Februar 1962   |
| C’est si bon / The Poor People of Paris                                                 | 20-072      | 26. Februar 1962   |
| Baby-O / Dame Su Amor                                                                   | 20-082      | 13. Februar 1962   |
| From The Bottom of My Heart / Who’s Got the Action                                      | 20-116      | 20. August 1962    |
| Sam’s Song (mit Sammy Davis Jr.) / Me and My Shadow (Frank Sinatra und Sammy Davis Jr.) | 20-128      | 22. Oktober 1962   |
| Senza Fine / Who’s Got the Action                                                       | 20-140      | 30. August 1962    |
| Ain’t Gonna Try Anymore / Fache in a Crowd                                              | 20-150      | 20. Dezember 1962  |
| My Sugars Gone / Corrine Corrina                                                        | 20-194      | 24. April 1963     |
| Via Veneto / Mama Roma                                                                  | 20-215      | 6. Oktober 1963    |
| Figue For Tinhorns / The Oldest Established (mit Frank Sinatra & Bing Crosby)           | 20-217      | Juli 1963          |
| La Giostra / Grazie, Prego, Scusi                                                       | 0252        | 17. Dezember 1963  |
| A Little Voice                                                                          | 0281        | 16. April 1964     |
| The Door Is Still Open To My Heart / Every Minute, Every Hour                           | 0307        | 7. August 1964     |
| You’re Nobody ’till Somebody Loves You / You’ll Always Be the One I Love                | 0333        | 3. November 1964   |
| Send Me a Pillow You Dream On / I’ll Be Seeing You                                      | 0344        | 22. Dezember 1964  |
| I’m The One Who Loves You / Born to Lose                                                | 0369        | 15. März 1965      |
| Houston / Bumming Around                                                                | 0393        | 2. Juli 1965       |
| I Will / You’re The Reason I’m In Love                                                  | 0415        | 20. September 1965 |
| Somewhere There’s a Someone / The Old Clock On The Wall                                 | 0443        | 11. Januar 1966    |
| Come Running Back / Bouquet of Roses                                                    | 0466        | 26. März 1966      |
| A Million and One / Shades                                                              | 0500        | 30. Juni 1966      |
| Nobody’s Baby Again / I Just Happend That Way                                           | 0516        | 17. August 1966    |
| Let the Good Times In / I’m Not The Marrying Kind                                       | 0538        | 11. Dezember 1966  |
| Blue Christmas / A Marshmallow World                                                    | 0542        | 20. September 1966 |
| Lay Some Happiness On Me / Think About Me                                               | 0571        | 13. März 1967      |
| In The Chapel In The Moonlight / Welcome To My World                                    | 0601        | 13. März 1967      |
| Little Ole Winedrinker, Me / I Can’t Help Remembering You                               | 0608        | 23. Juni 1967      |
| In The Misty Moonlight / Wallpaper Roses                                                | 0640        | 23. Juni 1967      |
| You’ve Still Got a Place In My Heart / Old Yellow Line                                  | 0672        | 13. Februar 1968   |
| Lay Some Happiness On Me / Let The Good Times In                                        | 0703        | 13. März 1967      |
| Everybody Loves Somebody / A Million And One                                            | 0709        | Neuauflage         |
| Somewhere There’s a Someone / Come Running Back                                         | 0711        | Neuauflage         |
| Huston / I Will                                                                         | 0714        | Neuauflage         |
| You’re Nobody ’till Somebody Loves You / I’m The One Who Loves You                      | 0717        | Neuauflage         |
| The Door Is Still Open To My Heart / Send Me A Pillow You Dream On                      | 0718        | Neuauflage         |
| In The Chapel In The Moonlight / Little Ole Winedrinker, Me                             | 0730        | Neuauflage         |
| Not Enough Indians / In The Misty Moonlight                                             | 0735        | 28. Juni 1968      |
| That Oldtime Feelin’ / April Again                                                      | 0761        | 28. Juni 1968      |
| Fife Card Stud / One Lonely Boy                                                         | 0765        | 23. Juli 1968      |
| Rainbows are Back In Style / Not Enough Indians                                         | 0780        | 27. Juni 1968      |
| Gentle On My Mind / That’s When I See The Blues                                         | 0812        | 28. Juni 1968      |
| I Take a Lot of Pride In What I Am / Drowning In My Tears                               | 0841        | 11. Juni 1969      |
| Crying Time / One Cup Of Happiness                                                      | 0857        | 12. Juni 1969      |
| Down Home / Come In Down                                                                | 0893        | 9. Januar 1970     |
| For The Love of a Woman / The Tracks of My Tears                                        | 0915        | 9. Januar 1970     |
| Here We Go Again / My Woman, My Wife                                                    | 0934        | 28. Mai 1970       |
| Detroit City / Turn The World Around                                                    | 0955        | 28. Mai 1970       |
| Georgia Sunshine / For The Good Times                                                   | 0973        | 30. September 1970 |
| Raining In My Heart / She’s a Little Bit Country                                        | 1004        | 30. September 1970 |
| The Right Kind Of Woman / What’s Yesterday                                              | 1060        | 17. November 1971  |
| I Can Give You What You Want Now / Guess Who                                            | 1085        | 17. November 1971  |
| You Made Me Love You / Amor Mio                                                         | 1141        | 22. Dezember 1972  |
| Smile / Get On With Your Livin’                                                         | 1166        | 21. Dezember 1972  |
| Your The Best Thing / Free To Carry On                                                  | 1178        | 26. Juli 1973      |

| Warner Bros. Records                      |             |                 |
| A- / B-Seite                              | Katalog-Nr. | Aufnahme        |
| Drinking Champagne / Since I Met You Baby | 7-29480     | 20. Januar 1983 |
| Hangin’ Around / My First Country Song    | 7-29584     | 21. Januar 1983 |
| MCA Records                               |             |                 |
| L.A. Is My Home / Drinking Champagne      | 52662       | Juli 1985       |

### Chartplatzierungen
| Jahr | Titel Album                                         | Höchstplatzierung, Gesamtwochen/‑monate, AuszeichnungChartplatzierungen (Jahr, Titel, Album, Platzierungen, Wochen/Monate, Auszeichnungen, Anmerkungen) | Höchstplatzierung, Gesamtwochen/‑monate, AuszeichnungChartplatzierungen (Jahr, Titel, Album, Platzierungen, Wochen/Monate, Auszeichnungen, Anmerkungen) | Höchstplatzierung, Gesamtwochen/‑monate, AuszeichnungChartplatzierungen (Jahr, Titel, Album, Platzierungen, Wochen/Monate, Auszeichnungen, Anmerkungen) | Höchstplatzierung, Gesamtwochen/‑monate, AuszeichnungChartplatzierungen (Jahr, Titel, Album, Platzierungen, Wochen/Monate, Auszeichnungen, Anmerkungen) | Höchstplatzierung, Gesamtwochen/‑monate, AuszeichnungChartplatzierungen (Jahr, Titel, Album, Platzierungen, Wochen/Monate, Auszeichnungen, Anmerkungen) | Anmerkungen |
| Jahr | Titel Album                                         | DE | AT | CH | UK | US | Anmerkungen |
| --- | --------------------------------------------------- | --- | --- | --- | --- | --- | --- |
| 1950 | I’ll Always Love You –                              | — | — | — | — | US11 (16 Wo.)US | |
| 1951 | If –                                                | — | — | — | — | US26 (4 Wo.)US | |
| 1952 | You Belong To Me –                                  | — | — | — | — | US12 (10 Wo.)US | |
| 1952 | Kiss –                                              | — | — | — | UK5 (8 Wo.)UK | — | |
| 1953 | That’s Amore –                                      | — | — | — | UK2 (13 Wo.)UK | US2 Platin · (22 Wo.)US | |
| 1953 | Sway –                                              | — | — | — | UK6 (9 Wo.)UK | US15 Gold · (10 Wo.)US | |
| 1954 | How Do You Speak to an Angel –                      | — | — | — | UK15 (6 Wo.)UK | — | |
| 1954 | Under the Bridges of Paris –                        | — | — | — | UK6 (8 Wo.)UK | — | |
| 1954 | Young and Foolish –                                 | — | — | — | UK20 (1 Wo.)UK | — | |
| 1955 | The Naughty Lady of Shady Lane –                    | — | — | — | UK5 (10 Wo.)UK | — | |
| 1955 | Mambo Italiano –                                    | — | — | — | UK14 (2 Wo.)UK | — | |
| 1955 | Let Me Go Lover –                                   | — | — | — | UK3 (9 Wo.)UK | — | |
| 1955 | Memories Are Made of This –                         | DE13 (1 Mt.)DE | — | — | UK1 (16 Wo.)UK | US1 (24 Wo.)US | |
| 1955 | Innamorata –                                        | — | — | — | UK21 (3 Wo.)UK | US27 (12 Wo.)US | |
| 1956 | The Man Who Plays the Mandolino –                   | — | — | — | UK21 (2 Wo.)UK | — | |
| 1956 | Standing on the Corner –                            | — | — | — | — | US29 (15 Wo.)US | |
| 1956 | Watching the World Go By –                          | — | — | — | — | US83 (2 Wo.)US | |
| 1958 | Return to Me –                                      | — | — | — | UK2 (22 Wo.)UK | US4 (21 Wo.)US | |
| 1958 | Angel Baby –                                        | — | — | — | — | US30 (9 Wo.)US | |
| 1958 | Volare (Nel blu dipinto di blu) –                   | — | — | — | UK2 (14 Wo.)UK | US15 Gold · (13 Wo.)US | |
| 1959 | On an Evening in Roma –                             | — | — | — | — | US59 (13 Wo.)US | |
| 1962 | From the Bottom of My Heart (Dammi, Dammi, Dammi) – | — | — | — | — | US91 (6 Wo.)US | |
| 1962 | Sam’s Song –                                        | — | — | — | — | US94 (3 Wo.)US | mit Sammy Davis, Jr. |
| 1964 | Everybody Loves Somebody –                          | DE30 (3 Mt.)DE | — | — | UK11 Silber · (13 Wo.)UK | US1 Gold · (15 Wo.)US | |
| 1964 | The Door Is Still Open to My Heart –                | — | — | — | UK42 (4 Wo.)UK | US6 (11 Wo.)US | |
| 1964 | You’re Nobody Till Somebody Loves You –             | — | — | — | — | US25 Gold · (9 Wo.)US | |
| 1964 | You’ll Always Be the One I Love –                   | — | — | — | — | US64 (5 Wo.)US | |
| 1964 | Send Me the Pillow You Dream on –                   | — | — | — | — | US22 (9 Wo.)US | |
| 1965 | (Remember Me) I’m the One Who Loves You –           | — | — | — | — | US32 (7 Wo.)US | |
| 1965 | Houston –                                           | — | — | — | — | US21 (9 Wo.)US | |
| 1965 | I Will –                                            | — | — | — | — | US10 (10 Wo.)US | |
| 1966 | Somewhere There’s a Someone –                       | — | — | — | — | US32 (8 Wo.)US | |
| 1966 | Come Running Back –                                 | — | — | — | — | US35 (7 Wo.)US | |
| 1966 | A Million and One –                                 | — | — | — | — | US41 (7 Wo.)US | |
| 1966 | Nobody’s Baby Again –                               | — | — | — | — | US60 (6 Wo.)US | |
| 1966 | (Open Up the Door) Let the Good Times In –          | — | — | — | — | US55 (6 Wo.)US | |
| 1967 | Lay Some Happiness on Me –                          | — | — | — | — | US55 (5 Wo.)US | |
| 1967 | In the Chapel in the Moonlight –                    | — | — | — | — | US25 (7 Wo.)US | |
| 1967 | Little Ole Wine Drinker, Me –                       | — | — | — | — | US38 (6 Wo.)US | |
| 1967 | In the Misty Moonlight –                            | — | — | — | — | US46 (7 Wo.)US | |
| 1968 | You’ve Still Got a Place in My Heart –              | — | — | — | — | US60 (7 Wo.)US | |
| 1968 | Not Enough Indians –                                | — | — | — | — | US43 (9 Wo.)US | |
| 1968 | Gentle on My Mind –                                 | — | — | — | UK2 (24 Wo.)UK | — | |
| 1969 | I Take a Lot of Pride in What I Am –                | — | — | — | — | US75 (4 Wo.)US | |
| 1983 | My First Country Song –                             | — | — | — | — | — | |
| 2007 | Let It Snow! Let It Snow! Let It Snow! –            | DE5 Platin · (35 Wo.)DE | AT7 (26 Wo.)AT | CH5 (32 Wo.)CH | UK13 ×2Doppelplatin · (46 Wo.)UK | US7 ×2Doppelplatin · (36 Wo.)US | Erstveröffentlichung: 1945 in DE/UK 2007/2008, in CH/US 2018/2019 und in AT 2020/2021 erstmals in den Charts                                          |
| 2008 | Rudolph the Red-Nosed Reindeer –                    | DE25 Gold · (28 Wo.)DE | AT23 (19 Wo.)AT | CH31 (13 Wo.)CH | UK74 Silber · (1 Wo.)UK | — | Erstveröffentlichung: 1949 Charteintritt erst ab 2008, siehe Liedartikel                                                                              |
| 2022 | Blue Christmas –                                    | DE73 (3 Wo.)DE | — | — | — | — | Erstveröffentlichung: 1948 in DE 2022/2023 erstmals in den Charts Original: Doye O’Dell                                                               |
| Folgende Lieder erschienen nicht als Single, wurden aber durch das Album zum Download und Streaming bereitgestellt und konnten somit eine Platzierung erlangen: |                                                     | | | | | | |
| |                                                     | | | | | | |
| 2020 | Baby, It’s Cold Outside White Christmas             | DE58 (5 Wo.)DE | AT56 (6 Wo.)AT | CH81 (1 Wo.)CH | UK98 Silber · (1 Wo.)UK | US36 ×2Doppelplatin · (2 Wo.)US | Erstveröffentlichung: 1944 auch bekannt als A Winter Romance Part 2 in DE/AT/CH 2021/2022, in UK 2022/2023 und in US 2019/2020 erstmals in den Charts |
| 2021 | Winter Wonderland Let It Snow                       | DE47 (9 Wo.)DE | AT55 (2 Wo.)AT | — | — | — | Erstveröffentlichung: 1934 Original: Richard Himber & His Ritz-Carlton Orchestra mit Joey Nash in DE 2020/2021 erstmals in den Charts                 |

grau schraffiert: keine Chartdaten aus diesem Jahr verfügbar

## Statistik

### Chartauswertung
|                     | DE    | AT    | CH    | UK     | US     |
| ------------------- | ----- | ----- | ----- | ------ | ------ |
| Nummer-eins-Alben   | DE—DE | AT—AT | CH—CH | UK—UK  | US—US  |
| Top-10-Alben        | DE1DE | AT2AT | CH—CH | UK4UK  | US3US  |
| Alben in den Charts | DE6DE | AT9AT | CH3CH | UK15UK | US37US |

|                       | DE    | AT    | CH    | UK     | US     |
| --------------------- | ----- | ----- | ----- | ------ | ------ |
| Nummer-eins-Singles   | DE—DE | AT—AT | CH—CH | UK1UK  | US2US  |
| Top-10-Singles        | DE1DE | AT1AT | CH1CH | UK10UK | US7US  |
| Singles in den Charts | DE7DE | AT4AT | CH3CH | UK20UK | US36US |

### Auszeichnungen für Musikverkäufe
| Goldene Schallplatte - Australien - 2005: für das Videoalbum That’s Amore - Kanada - 2000: für das Album All-Time Greatest Hits - 2001: für das Album The Very Best of Dean Martin - Neuseeland - 2000: für das Album The Very Best of – Volume 2 – The Capitol & Reprise Years - Spanien - 2024: für die Single Let It Snow! Let It Snow! Let It Snow! - Vereinigte Staaten - 2005: für das Videoalbum That’s Amore - Vereinigtes Königreich - 2013: für das Videoalbum Judy Frank & Dean - 2013: für das Videoalbum Legends in Concert | Platin-Schallplatte - Australien - 2023: für die Single Let It Snow! Let It Snow! Let It Snow! - Dänemark - 2024: für das Album A Winter Romance - Griechenland - 2024: für die Single Let It Snow! Let It Snow! Let It Snow! - Italien - 2022: für die Single Let It Snow! Let It Snow! Let It Snow! - Neuseeland - 2024: für die Single Let It Snow! Let It Snow! Let It Snow! - Portugal - 2023: für die Single Let It Snow! Let It Snow! Let It Snow! - Schweden - 1999: für das Album The Very Best of Dean Martin - Vereinigte Staaten - 2024: für das Lied Ain’t That a Kick 2× Platin-Schallplatte - Dänemark - 2024: für die Single Let It Snow! Let It Snow! Let It Snow! 6× Platin-Schallplatte - Neuseeland - 1999: für das Album The Very Best of Dean Martin |

Anmerkung: Auszeichnungen in Ländern aus den Charttabellen bzw. Chartboxen sind in ebendiesen zu finden.
| Land/RegionAuszeichnungen für Musikverkäufe (Land/Region, Auszeichnungen, Verkäufe, Quellen) | Silber     | Gold       | Platin       | Verkäufe   | Quellen                   |
| -------------------------------------------------------------------------------------------- | ---------- | ---------- | ------------ | ---------- | ------------------------- |
| Australien (ARIA)                                                                            | —          | Gold1      | Platin1      | 77.500     | aria.com.au               |
| Dänemark (IFPI)                                                                              | —          | —          | 3× Platin3   | 200.000    | ifpi.dk                   |
| Deutschland (BVMI)                                                                           | —          | Gold1      | Platin1      | 900.000    | musikindustrie.de         |
| Griechenland (IFPI)                                                                          | —          | —          | Platin1      | 20.000     | Einzelnachweise           |
| Italien (FIMI)                                                                               | —          | —          | Platin1      | 100.000    | fimi.it                   |
| Kanada (MC)                                                                                  | —          | 2× Gold2   | —            | 100.000    | musiccanada.com           |
| Neuseeland (RMNZ)                                                                            | —          | Gold1      | 7× Platin7   | 127.500    | aotearoamusiccharts.co.nz |
| Portugal (AFP)                                                                               | —          | —          | Platin1      | 10.000     | Einzelnachweise           |
| Schweden (IFPI)                                                                              | —          | —          | Platin1      | 80.000     | sverigetopplistan.se      |
| Spanien (Promusicae)                                                                         | —          | Gold1      | —            | 30.000     | elportaldemusica.es       |
| Vereinigte Staaten (RIAA)                                                                    | —          | 19× Gold19 | 9× Platin9   | 18.050.000 | riaa.com                  |
| Vereinigtes Königreich (BPI)                                                                 | 7× Silber7 | 7× Gold7   | 3× Platin3   | 2.830.000  | bpi.co.uk                 |
| Insgesamt                                                                                    | 7× Silber7 | 32× Gold32 | 28× Platin28 |            |                           |